# アーマード・セイント
アーマード・セイント（Armored Saint）は、アメリカ合衆国出身のヘヴィメタル・バンド。
デビュー当初は活動拠点がグラム・メタル（LAメタル）の本場でありながら、正統派のHR/HMサウンドを主体としていた。一度解散するものの、2000年代に活動を再開。

## 背景・略歴

### メジャーデビュー〜解散
ロサンゼルスを拠点に、デイヴ・プリチャード(G)とサンドバル兄弟(G・Ds)でバンド活動を開始。1982年に、ジョン・ブッシュ(Vo)とジョーイ・ヴェラ(B)が合流した5人のラインナップで結成。
インディレーベル「メタル・ブレイド」からリリースしたEPが評価されて、メジャーレーベル「クリサリス」と契約し、1984年にアルバム『マーチ・オブ・ザ・セイント』でメジャーデビューした。
LAメタルを含む1980年代のHR/HMムーブメントに乗り、コンスタントにリリースを重ねていたが(1985年にフィルが一時脱退)、1987年発表のサード・アルバム『レイジング・フィアー』を最後にクリサリスとの契約を失い、古巣のメタル・ブレイドに戻る。1989年にジェフ・ダンカンが加入し、ツイン・ギター編成に戻った。
そして1990年、バンドの中軸であるプリチャードを白血病で亡くしてしまう。(後任はフィル・サンドバルが復帰。)追悼の意味も込めたニューアルバムのセールスも芳しくなく、1992年には追い打ちをかけるようにブッシュがスラッシュメタルバンド「アンスラックス」に加入するため脱退。音楽シーン自体も既存のムーブメントは終息しており、バンドは継続を断念して解散した。

### 再結成後
1999年、アンスラックスが一時活動休止中の合間にブッシュは、当時「フェイツ・ウォーニング」に在籍していたヴェラと共同で、アーマード・セイントの再結成を企画。かつてのメンバーが集結し、2000年に9年ぶりのアルバム『レヴェレイション』をリリース。これは短期間の活動のみに止どまり、またそれぞれ本業の道に戻っていった。なおヴェラは2004年から翌2005年まで、ヘルメットの再結成メンバーとして加入するため一時離脱していたフランク・ベロの代役でアンスラックスのサポートメンバーを務めていた。
2005年にアンスラックスは、1980年代全盛期のラインナップ復活を計画。その煽りで離脱せざるを得なかったブッシュは、再びアーマード・セイント復帰を企図し、翌年にライブ活動で再始動をする。その後アルバムの制作も再開し、2010年に10年ぶりのアルバム『ラ・ラザ』をリリース、これまで一時的な再結成に過ぎなかったバンドは、完全なる復活を遂げる。以降ライブなどを中心に、コンスタントな活動を続けている。

### 来日
2016年秋にHR/HMフェス『LOUD PARK 16』出演のため初来日。

## スタイル
バンド名「アーマード・セイント(鎧の聖戦士)」は、アーサー王を描いた1981年の映画『エクスカリバー』からインスパイアされたものだと明かしており、実際に活動初期の頃は、鎧をイメージしたコスチュームを纏いパフォーマンスをしていた。デザインは、映画『マッドマックス2』から影響されたとも述べている。
サウンドは、正統派のHR/HMを主体としている。そのため、ヴィジュアル（ヘアメタル）も重視するキャッチーなスタイルが多かったLAメタルの本場出身でありながら、デビュー当初は異彩を放っていた。プロデューサーを兼任するジョーイ・ヴェラ(B)は「ヘアメタルが流行する以前のLAでは、NWOBHM的サウンドが主流だった。その頃から活動を始めており、既にそのスタイルを確立していたからだ」と説明している。

## メンバー

### 現ラインナップ
- ジョン・ブッシュ　(John Bush) - ボーカル (1982-1992, 1999- )
- フィル・サンドバル　(Phil Sandoval) - ギター (1982-1985, 1990- )
- ジェフ・ダンカン　(Jeff Duncan) - ギター (1989- )
- ジョーイ・ヴェラ　(Joey Vera) - ベース (1982- )　兼任プロデューサー
- ゴンゾ・サンドバル　(Gonzo Sandoval) - ドラムス (1982- )

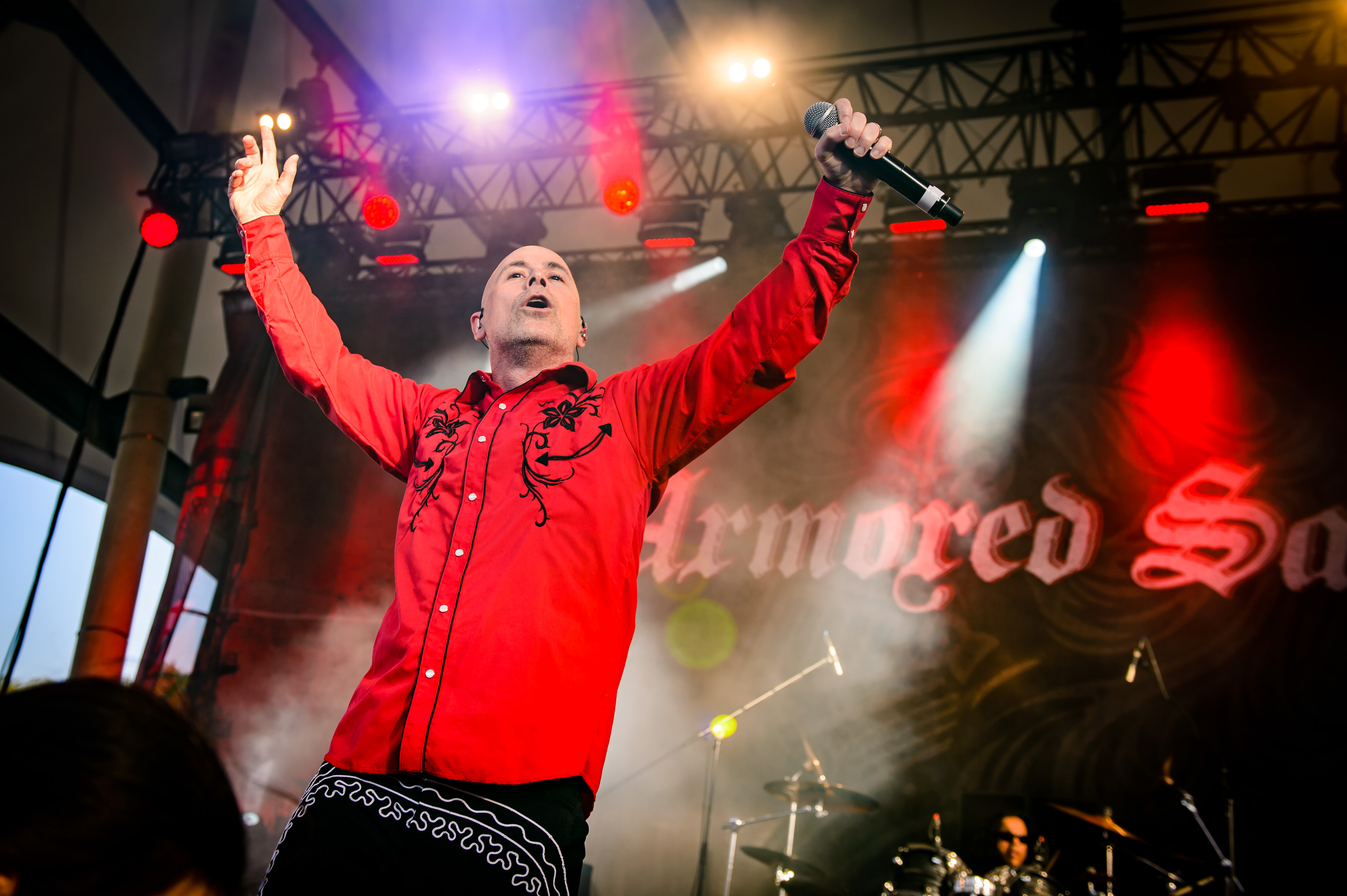
ジョン・ブッシュ(Vo) 2018年
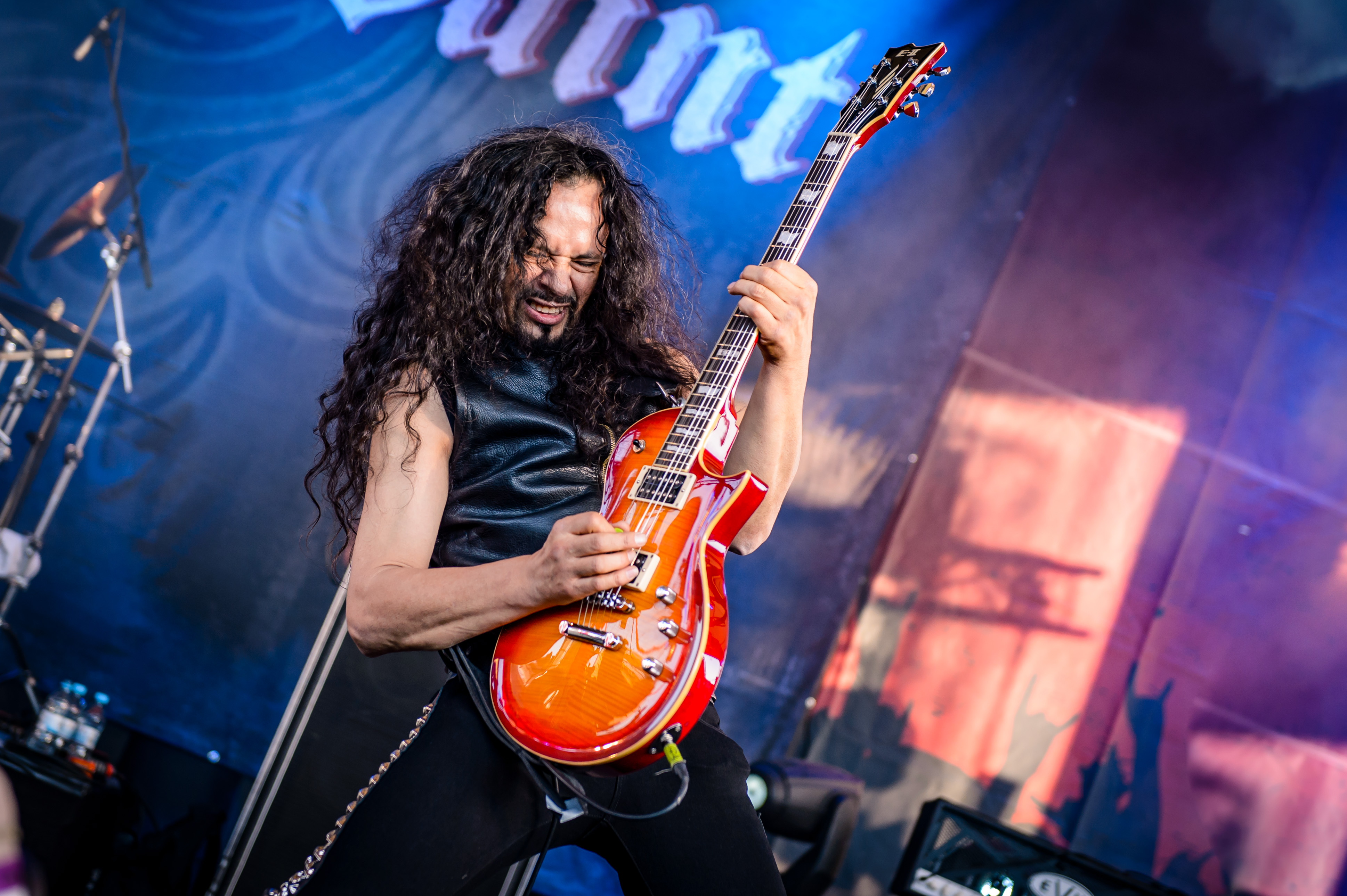
フィル・サンドバル(G) 2018年
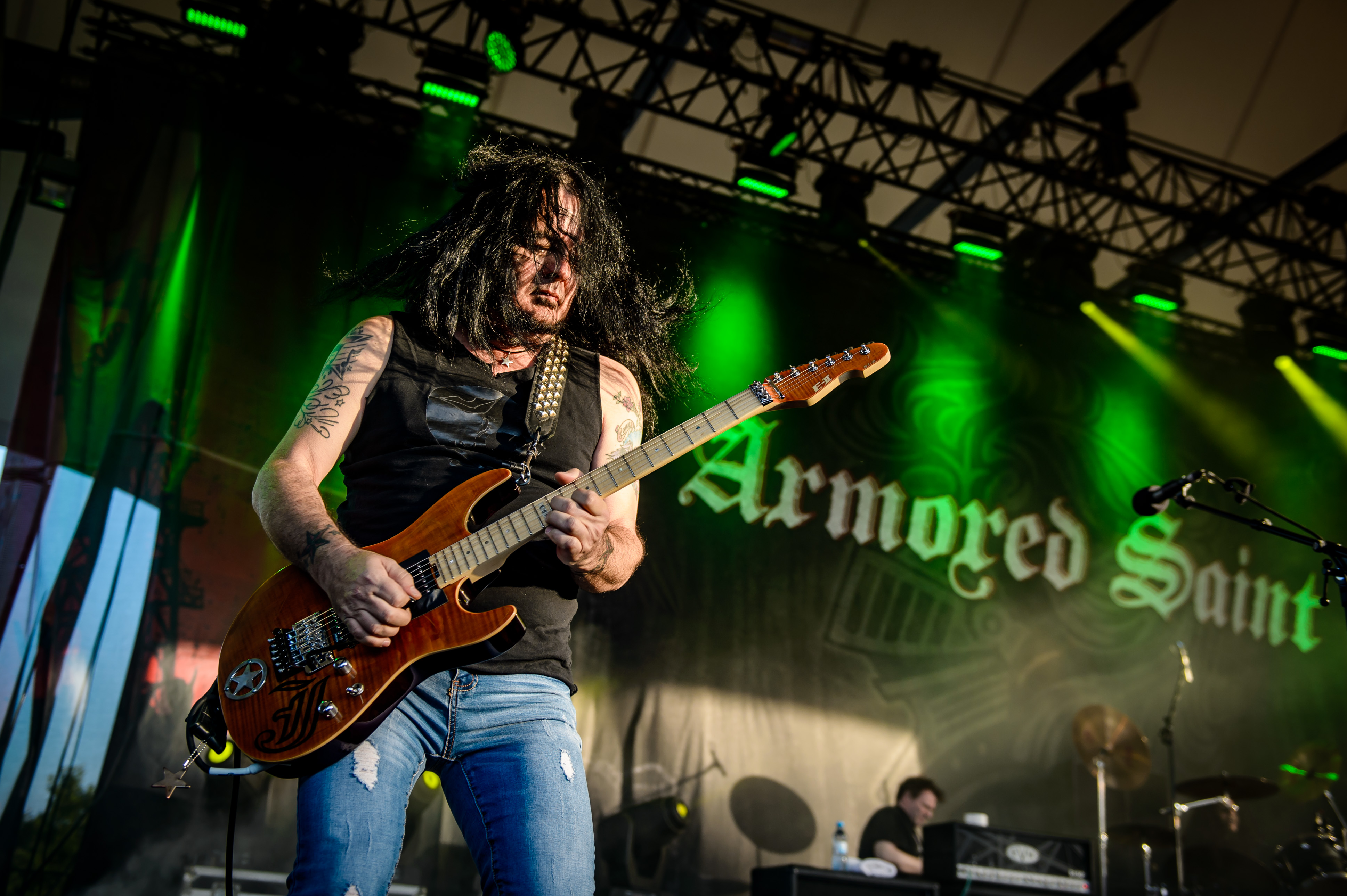
ジェフ・ダンカン(G) 2018年
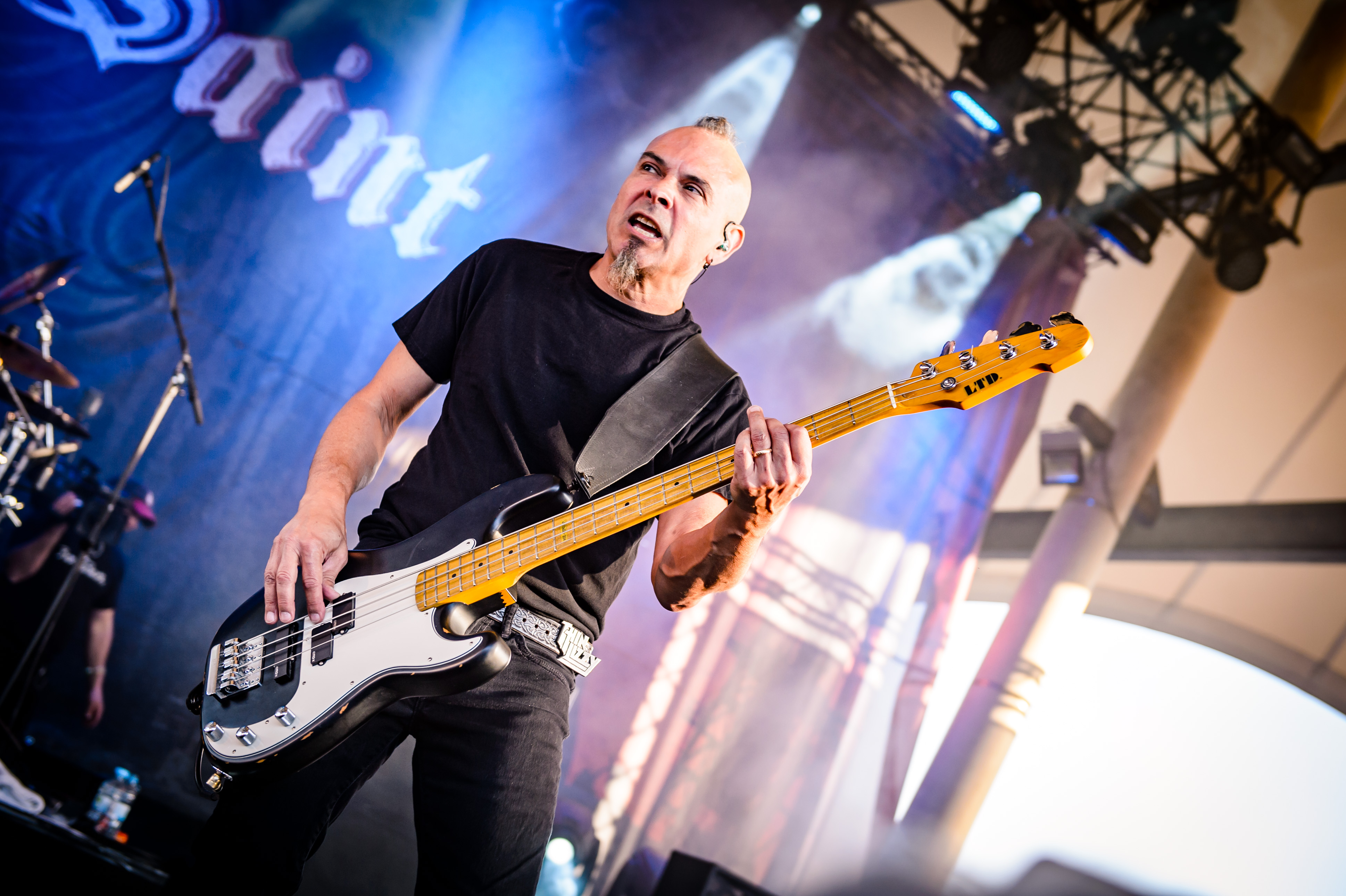
ジョーイ・ヴェラ(B) 2018年
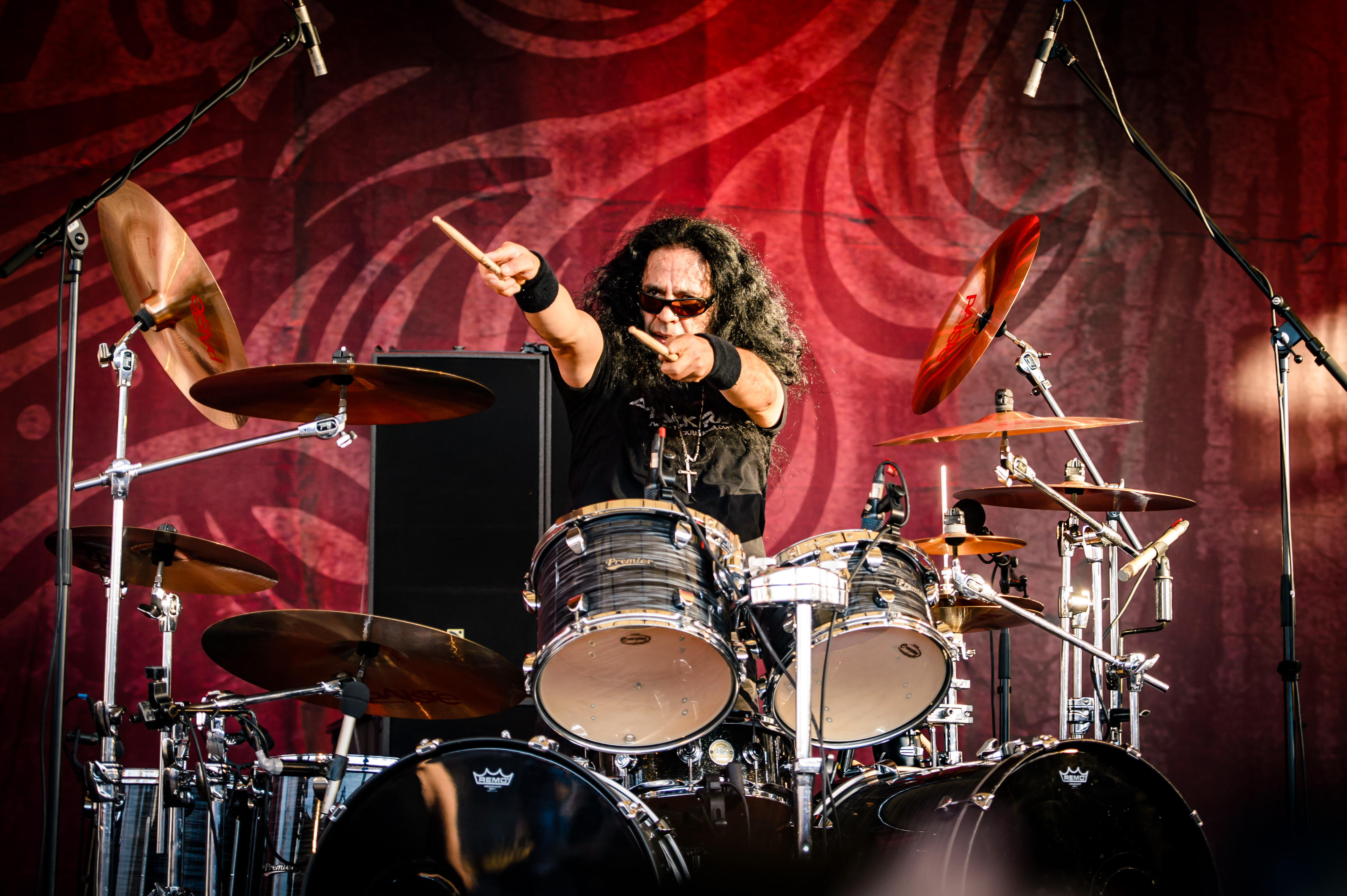
ゴンゾ・サンドバル(Ds) 2018年

### 旧メンバー
- デイヴ・プリチャード　(David Prichard) - ギター (1982-1990)　♰RIP.1990

## ディスコグラフィ
スタジオ・アルバム
- 『マーチ・オブ・ザ・セイント』 - March of the Saint (1984)
- 『デリリアス・ノマッド』 - Delirious Nomad (1985)
- 『レイジング・フィアー』 - Raising Fear (1987)
- 『シンボル・オブ・サルヴェーション』 - Symbol of Salvation (1991)
- 『レヴェレイション』 - Revelation (2000)
- 『ノッド・トゥ・ジ・オールド・スクール』 - Nod to the Old School (2001・コンピレーション)
- 『ラ・ラザ』 - La Raza (2010)
- 『ウィン・ハンズ・ダウン』 - Win Hands Down (2015)
- 『パンチング・ザ・スカイ』 - Punching the Sky (2020)

ライブ・アルバム/EP/他
- Armored Saint  (1983) - EP
- Saints Will Conquer (1988) - ライブ・アルバム
- 『カルペ・ノクテム』 - Carpe Noctum (2017) - ライブ・アルバム
- Symbol of Salvation: Live (2021) - ライブ・アルバム

ライブ・ビデオ
- A Trip Thru Red Times (1987)
- Symbol of Salvation: Live (2021)